# Chamaegigas intrepidus
Chamaegigas intrepidus е вид растение от семейство Linderniaceae. Видът е незастрашен от изчезване.

## Разпространение
Видът е разпространен в Намибия.